# Mandatjärnen
Mandatjärnen är en sjö i Jokkmokks kommun i Lappland och ingår i Luleälvens huvudavrinningsområde. Sjön har en area på 0,0615 kvadratkilometer och ligger 211,1 meter över havet. Sjön avvattnas av vattendraget Kettisträskbäcken.

## Delavrinningsområde
Mandatjärnen ingår i det delavrinningsområde (736009-171672) som SMHI kallar för Utloppet av Kettisträsket. Medelhöjden är 241 meter över havet och ytan är 6,29 kvadratkilometer. Det finns inga avrinningsområden uppströms utan avrinningsområdet är högsta punkten. Kettisträskbäcken som avvattnar avrinningsområdet har biflödesordning 3, vilket innebär att vattnet flödar genom totalt 3 vattendrag innan det når havet efter 117 kilometer. Avrinningsområdet består mestadels av skog (74 procent). Avrinningsområdet har 1,28 kvadratkilometer vattenytor vilket ger det en sjöprocent på 20,4 procent.